# Waisha, Guangdong
Waisha (kinesiska: 外砂) är ett stadsdelsdistrikt i sydöstra Kina. Det ligger i stadsdistriktet Longhu i staden Shantou i provinsen Guangdong, omkring 360 kilometer öster om provinshuvudstaden Guangzhou. Antalet invånare är 86 659. Befolkningen består av 43 845 kvinnor och 42 814 män. Barn under 15 år utgör 19,0 %, vuxna 15-64 år 73 %, och äldre över 65 år 7,0 %.